# Ситненська сільська рада
Си́тненська сільська́ ра́да — орган місцевого самоврядування в Радивилівському районі Рівненської області. Адміністративний центр — село Ситне.

## Загальні відомості
- Ситненська сільська рада утворена в 1940 році.
- Територія ради: 48,76 км²
- Населення ради: 1 487 осіб (станом на 2001 рік)

## Розташування
Територія, яка підпорядковується Ситненській сільській раді, межує з Іващуківською, Пустоіванівською, Крупецькою, Михайлівською сільськими радами Радивилівського району.

## Населені пункти
Сільській раді підпорядковані населені пункти:
- с. Ситне
- с. Гайки-Ситенські
- с. Карпилівка
- с. Коти
- с. Табачуки

## Склад ради
Рада складається з 16 депутатів та голови.
- Голова ради: Гуменюк Андрій Дмитрович
- Секретар ради: Орловська Жанна Борисівна

### Керівний склад попередніх скликань
| Прізвище, ім'я, по батькові | Основні відомості                                                                                  | Дата обрання | Дата звільнення |
| --------------------------- | -------------------------------------------------------------------------------------------------- | ------------ | --------------- |
| Гуменюк Андрій Дмитрович    | Сільський голова, 1972 року народження, освіта вища, безпартійний                                  | 26.03.2006   | 31.10.2010      |
| Гуменюк Андрій Дмитрович    | Сільський голова, 1972 року народження, освіта вища, член Всеукраїнського об'єднання «Батьківщина» | 31.10.2010   |                 |

Примітка: таблиця складена за даними сайту Верховної Ради України